# Wien-Roma-Napoli Express
De Wien-Roma-Napoli Express was een toeristentrein van de Compagnie Internationale des Wagons-Lits (CIWL) op de verbinding Oostenrijk - Italië.

## CIWL
Op 14 januari 1911 startte de CIWL met deze trein om in de winter Oostenrijkse overwinteraars te vervoeren naar diverse zonnige bestemmingen in Italië. De trein reed over de Semmeringspoorlijn en de Rudolfsbahn naar de toenmalige grens bij Pontafel/Pontebba en vervolgens helemaal door naar het zuiden. Hoewel de naam van de trein in Napels eindigt reed de trein door tot Palermo op Sicilië. De deeltrajecten Pontebba - Bologna en Napels - Reggio di Calabria werden 's nachts afgelegd. In zuidelijke richting werd Venetië om 4:00 uur 's morgens gepasseerd, in noordelijke richting omstreeks middernacht. De rijtuigen werden tussen Reggio di Calabria en Messina overgezet met de spoorponten Scilla en Cariddi. De rijtuigen van en naar Taormina werden in Messina gesplitst van/samengevoegd met de rest van de trein. De trein heeft gereden tot en met de winter van 1913/1914 en is door het uitbreken van de Eerste Wereldoorlog gestaakt.

### Route en dienstregeling
| WP | land       | station               | km   | PW |
| -- | ---------- | --------------------- | ---- | -- |
|    | Oostenrijk | Wien Südbahnhof       | 0    |    |
|    | Oostenrijk | Wiener Neustadt       | 50   |    |
|    | Oostenrijk | Gloggnitz             | 78   |    |
|    | Oostenrijk | Semmering             | 106  |    |
|    | Oostenrijk | Mürzzuschlag          | 119  |    |
|    | Oostenrijk | Bruck an de Mur       | 160  |    |
|    | Oostenrijk | Leoben                | 176  |    |
|    | Oostenrijk | St. Michael           | 188  |    |
|    | Oostenrijk | Knittelfeld           | 210  |    |
|    | Oostenrijk | St. Veith an der Glan | 314  |    |
|    | Oostenrijk | Villach               | 372  |    |
|    | Oostenrijk | Tarvis                | 400  |    |
|    | Oostenrijk | Pontafel              | 424  |    |
|    | Italië     | Pontebba              | 424  |    |
|    | Italië     | Venetië               | 630  |    |
|    | Italië     | Bologna               | 790  |    |
|    | Italië     | Firenze               | 887  |    |
|    | Italië     | Rome                  | 1203 |    |
|    | Italië     | Napels                | 1417 |    |
|    | Italië     | Giardino Taormina     |      |    |
|    | Italië     | Palermo               | 2119 |    |